# 聖赫羅尼莫 (安蒂奧基亞省)

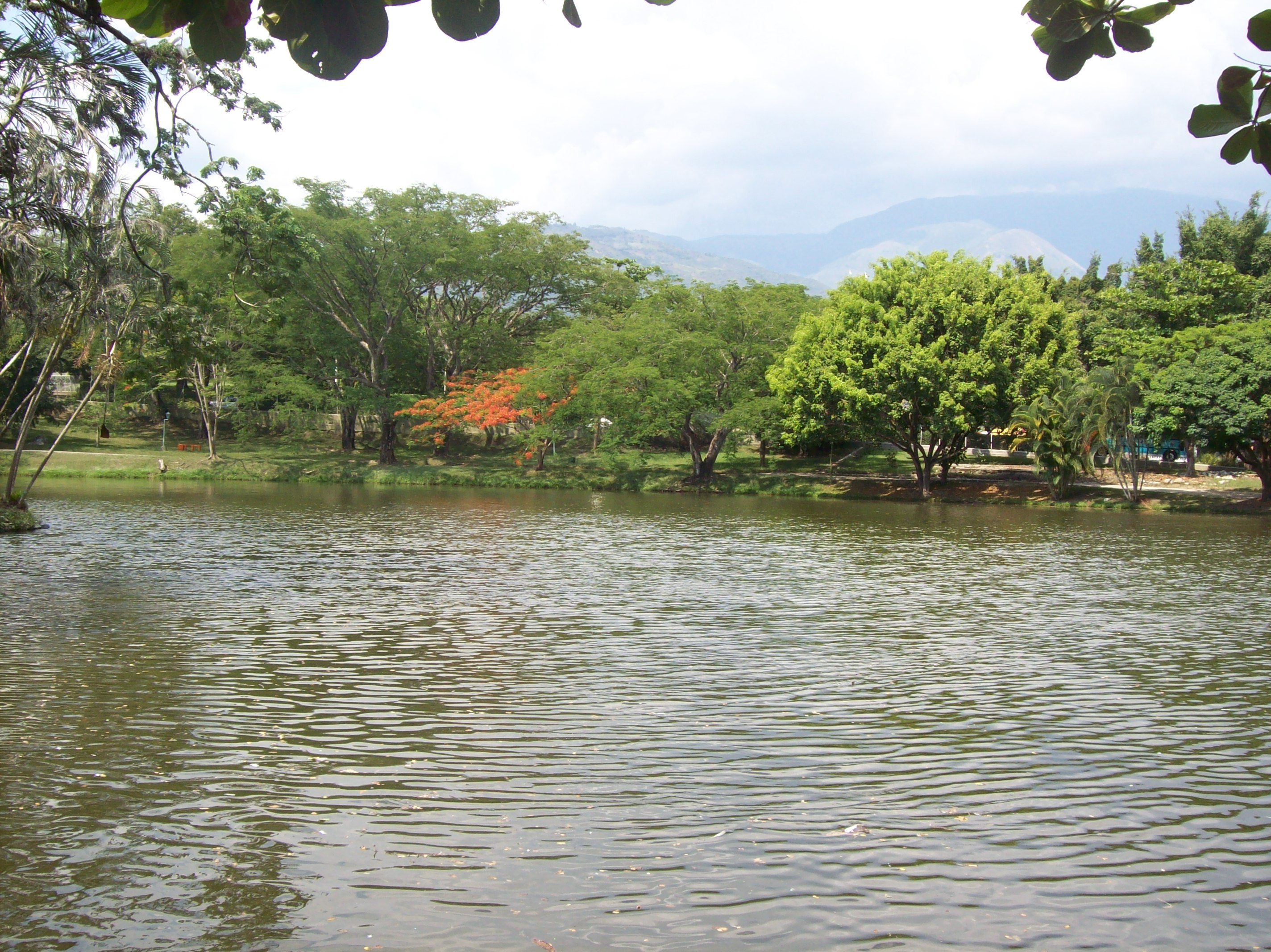

聖赫羅尼莫是哥倫比亞的城鎮，位於該國北部，由安蒂奧基亞省負責管轄，距離首府麥德林67公里，始建於1616年，面積155平方公里，海拔高度800米，2005年人口11,603。